# 茄色蛹笔螺
茄色蛹笔螺（学名：Vexillum melongenum），是新腹足目蛹笔螺科蛹笔螺属的一种。主要分布于马来西亚、台湾，常栖息在浅海沙底。